# Louis Victor Alquier
Louis Victor Alquier, né le 2 décembre 1831 à La Flocellière en Vendée, mort au même lieu le 13 novembre 1906, est un amiral français. Il exerce notamment les fonctions de chef d'état-major général puis d'inspecteur général de la Marine, et commande l'escadre du Nord.

## Biographie
Louis Victor Alquier naît le 2 décembre 1831 à La Flocellière dans le département de la Vendée, en France. Il est le fils de Jean-Charles Alquier, officier, et de Louise Bonamy ; son frère est Arthur Alquier, futur député. Son grand-père est Charles-Jean-Marie Alquier, maire de La Rochelle, député aux états-généraux de 1789, ambassadeur, baron de l'empire.
Désirant devenir officier de marine, Louis Victor Alquier entre à l'École navale en octobre 1847. Il en sort aspirant de 2e classe en août 1849.
Il est affecté en Méditerranée sur divers navires, puis participe en mer Noire à la guerre de Crimée de 1854 à 1856 sur l'Iéna puis sur le Dupuytren. Il prend part ensuite à la campagne d'Italie, sur le Suffren puis sur la Bretagne.
Promu lieutenant de vaisseau en 1860, Il sert en Méditerranée puis part au Sénégal pour commander la Couleuvrine de 1864 à 1867, puis retourne en Méditerranée.
Louis Victor Alquier commande ensuite l'aviso Bruat dans la division navale d'Extrême-Orient. Devenu capitaine de frégate en 1872, il est le second de l'Alexandre en Méditerranée. Ensuite en Cochinchine, il commande le Duchaffaut puis devient le chef d'état-major du gouverneur de Cochinchine de 1876 à 1877.
Après un passage par l'état-major ministériel, Louis Victor Alquier prend à Lorient en 1879 le commandement de la division des équipages de la flotte. Promu capitaine de vaisseau en 1879, il commande la Thémis jusqu'en 1882, puis le Souverain jusqu'en 1885.
Il devient contre-amiral en 1886, fait partie du Conseil des travaux maritimes et du Comité de défense. Il est ensuite chef d'état-major général de la Marine de juin à décembre 1887, en même temps que directeur de cabinet du ministre de la Marine et des Colonies, Édouard Barbey. Il est nommé président du Comité hydrographique.
Commandant ensuite une division marine dans l'escadre d'évolution de la Méditerranée, il exerce ces fonctions de 1886 à 1889. Son navire amiral est le cuirassé Trident. Vice-amiral en janvier 1892, il est Inspecteur général de la Marine. Il participe à la Commission pour la défense du littoral en 1893.
Il commande l'escadre du Nord en 1894-1895, avec le Suffren comme navire amiral. Il passe dans la section de réserve en décembre 1996.
Louis Victor Alquier meurt à La Flocellière dans le département de la Vendée, le 13 novembre 1906.